# Schopnost
Schopnosti jsou vlastnosti osobnosti, které jsou rozvinuté výcvikem, vzděláním nebo zkušeností. Jsou důležité pro kvalitní rozvoj a využití při určitých činnostech. Člověk se s nimi nerodí, schopnosti je třeba těmito činnostmi utvrzovat a dále rozvíjet. Jádrem schopností jsou vrozené vlohy (dispozice).
V psychologii se schopnosti obecně vymezují jako souhrn předpokladů jednotlivých duševních funkcí k určité činnosti (vyřešení problému, orientace v situaci a odpovídající reagování na její podmínky atd.). Není-li vloha aktualizována (rozvíjena), pak se možnost přetvořit ji ve schopnost ztrácí. Například netrénovaná hudební vloha může zůstat nerozvinutá – latentní. Bez každodenního tréninku hry na hudební nástroj zůstane nadání nevyužité.

## Rozbor
Schopnosti jako celek vystupují v jednotlivých kognitivních procesech a ovlivňují výsledek těchto procesů. Schopnosti lze vymezit jako dispozice k průběhu kognitivních (poznávacích) procesů, jako dispozice, které určují (determinují) kvantitu a kvalitu výsledku těchto procesů. Jinými slovy, jsou dispozicemi k plnění kognitivních úloh.
Výsledný výkon člověka však není pouze funkcí těchto dispozic. Výkon je ovlivněn řadou dalších proměnných. Zjednodušeně řečeno, z jedné třetiny je kvantita a kvalita výkonu dána úrovní nutných schopností (včetně talentu), z další třetiny vlastnostmi nevýkonové povahy, především vlastnostmi charakterovými jako například vytrvalostí, rozhodností, cílevědomostí. Z další třetiny pak může výkon ovlivnit náhoda: například pokud budu z iracionálních důvodů svému vedoucímu nesympatický a ten mi nebude důvěřovat, nebude můj výkon hodnotit spravedlivě. A naopak. Mezi zmíněné náhody patří vše, co nemohu zcela ovlivnit – rodina, do níž se narodím, genetické dispozice, vliv vychovatelů a učitelů, vliv vrstevníků, vliv společnosti a režimu apod.
Schopnosti v širším slova smyslu jsou vlastně dispozice k jistému typu prožívání a chování. Schopnosti (tedy talent) mohou být obecné a specifické. Obecné se projevují ve více situacích a v řadě intelektuálních dovedností. Specifické schopnosti se vážou na konkrétní kognitivní činnosti, někdy se označují jako dovednosti. Specifické schopnosti se projevují ve specifických situacích.

## Míra schopností
Jednotlivé schopnosti mají vrozený a získaný podklad. Rozlišujeme vlohy, nadání, schopnosti a talent. Vloha a nadání jsou spíše vrozené. Schopnosti a talent jsou současně vrozené a získané (rozvíjené). Rozlišujeme také míru zastoupení určité schopnosti – její šířku i hloubku.
Pokud vloha dostane šanci se rozvinout, hovoříme o schopnosti. Schopnosti se rozlišují od nadání; středně rozvinuté schopnosti se označují jako talent a mimořádně rozvinuté schopnosti jako genialita.
- nadání – schopnosti umožňující nadprůměrný výkon
- talent – souhrn zvlášť rozvinutých schopností, jež člověku zaručují mimořádné výkony[zdroj⁠?!]
- genialita – mimořádně velký talent

Pozn.: Toto dělení je poplatné starší české psychologické literatuře. V současné světové psychologii rozhodně není takto jednoznačné. Častěji se v ní setkáváme s rozdělením specifického talentu (hudební, výtvarný) od poměrně obecného nadání (gifted children, gifted people), které je specifickým souborem kognitivních i prožitkových odlišností takovýchto lidí (vyšší inteligence, rychlé učení, zvýšená citlivost), která je předurčuje k rychlejšímu a lepšímu zvládnutí mnoha schopností, vědomostí a aktivit. Velmi zajímavé teorie o tomto tématu podává Dabrowski.

## Dělení schopností
Schopnosti člověka je možné dělit podle úhlu pohledu různými způsoby. K základním schopnostem patří dílčí znalosti, svébytnou je znalost kódování (gramotnost), která umožňuje různé typy komunikace. Z dílčích znalostí se skládá komplexnější vzdělanost. Výkon v jednotlivých činnostech podmiňují kvality jednotlivých typů inteligence. Schopnost užití znalostí v praxi je nazývána dovedností.
Jiné možné třídění schopností: 
- primární schopnosti (smysly)
- psychomotorické schopnosti – motorická rychlost, orientace v prostoru, koordinace aj.
- produktivní schopnosti – využití starých vědomostí k získání nových
- poznávací schopnosti

Všeobecná a společností očekávána schopnost je inteligence – schopnost účelně jednat, rozumně myslet a řešit situace.
- Vjemové (percepční) – schopnosti vnímat a rozlišovat pomocí smyslů (barvy, zvuky, vůně, …). Čím jsou lepší, tím přesněji dokáže jedinec vnímané rozlišit a identifikovat.
- Psychomotorické – schopnosti naučit se vykonávat určité sestavy pohybů (chůze, krájení chleba, tělocvik, …)
- Myšlenkově poznávací (intelektuální) – orientace v novém prostředí, řešení problémů…

Dále také
- Sociální – schopnosti vycházet s lidmi a zapůsobit ve společnosti, které vycházejí z předchozích tří okruhů.

Nebo také na
- obecné = schopnosti, které potřebujeme při vykonávání téměř všech činností – inteligence
- speciální = schopnosti, bez kterých se obejdeme (smysl pro hudební rytmus)